# Cryptobatrachus fuhrmanni
Espèce
Synonymes
- Hyla fuhrmanni Peracca, 1914
- Cryptobatrachus incertus Barbour, 1926
- Cryptobatrachus fuhrmanni orientalis Rivero, 1968 "1966"

Statut de conservation UICN

 LC  : Préoccupation mineure
Cryptobatrachus fuhrmanni est une espèce d'amphibiens de la famille des Hemiphractidae.

## Répartition
Cette espèce est endémique de Colombie. Elle se rencontre de 900 à 2 000 m :
- sur le versant Est de la cordillère Occidentale dans les départements d'Antioquia et de Caldas ;
- sur les versants Est et Nord de la cordillère Centrale dans les départements d'Antioquia et de Tolima ;
- sur le versant Ouest de la cordillère Orientale dans les départements de Santander et de Cundinamarca.

## Description
La femelle holotype mesure 63 mm.

## Étymologie
Cette espèce est nommée en l'honneur d'Otto Fuhrmann (1871–1945).

## Publication originale
- Peracca, 1914 : Reptiles et batraciens de Colombie in Fuhrmann & Mayor, 1914 : Voyage d'exploration scientifique en Colombie. Memoires de la Société Neuchateloise de Sciences Naturelles, vol. 5, p. 96-111 (texte intégral).